# Pro Wrestling Illustrated
Pro Wrestling Illustrated (kurz PWI) ist eines der erfolgreichsten internationalen Wrestling-Magazine. Der Hauptsitz ist in Blue Bell, Pennsylvania.
Im Jahr 1979 erschien die Erstausgabe des Magazins, das von Stanley Weston gegründet wurde.

## Anerkannte Weltmeisterschaften
Folgende Weltmeisterschaften werden von der PWI anerkannt:
- WWE Championship  
(seit 25. April 1963)
- TNA World Championship  
(13. Mai 2007 – 29. Juni 2015, seit 1. Januar 2021)
- WWE Universal Championship  
(seit 21. August 2016)
- AEW World Championship  
(seit 31. August 2019)
- AAA Mega Championship  
(seit 1. Januar 2021)
- Triple Crown Heavyweight Championship  
(seit 1. Januar 2021)
- GHC Heavyweight Championship  
(seit 1. Januar 2021)
- ROH World Championship  
(seit 1. Januar 2021)
- IWGP World Heavyweight Championship  
(seit 4. März 2021)
- World Heavyweight Championship  
(seit 27. Main 2023)

Folgende Weltmeisterschaften wurden einst von der PWI anerkannt:
- NWA World Heavyweight Championship  
(14. Juli 1948 – 11 Januar 1991, 8. Mai 2006 – 13. Mai 2007)
- AWA World Heavyweight Championship  
(18. Mai 1960 – 12. Dezember 1990)
- WCW World Heavyweight Championship  
(11. Januar 1991 – 9. Dezember 2001)
- ECW World Heavyweight Championship  
(27. August 1994 – 11. April 2001)
- World Heavyweight Championship  
(2. September 2002 – 15. Dezember 2013)
- IWGP Heavyweight Championship  
(3. April 2020 – 4. März 2021)

## Auszeichnungen und Preise
Folgende Auszeichnungen werden von der PWI vergeben:
- PWI Wrestler of the Year (seit 1972)
- PWI Tag Team of the Year (seit 1972)
- PWI Match of the Year (seit 1972)
- PWI Feud of the Year (seit 1986)
- PWI Most Popular Wrestler of the Year (seit 1972)
- PWI Most Hated Wrestler of the Year (seit 1972)
- PWI Most Improved Wrestler of the Year (seit 1978)
- PWI Most Inspirational Wrestler of the Year (seit 1972)
- PWI Rookie of the Year (seit 1972)
- PWI Stanley Weston Award (seit 1981)
- PWI Comeback of the Year (seit 1992)
- PWI Woman of the Year (seit 1999)

Die nachgenannten Auszeichnungen wurden einst vergeben, inzwischen aber abgesetzt:
- PWI Manager of the Year (von 1972 bis 1999)
- PWI Girl Wrestler of the Year (von 1972 bis 1976)
- PWI Midget Wrestler of the Year (von 1972 bis 1976)
- PWI Announcer of the Year (1977)

## Ranglisten

### PWI 500
PWI veröffentlicht seit 1991 jährlich eine Liste der Top-500-Wrestler. Dieses Ranking wird PWI 500 genannt und erscheint in einer Spezialausgabe. Nachfolgend eine Liste der Top-10-Wrestler jeden Jahres:
| Jahr | 1               | 2                | 3                 | 4             | 5                 | 6                 | 7                 | 8                     | 9                    | 10                |
| ---- | --------------- | ---------------- | ----------------- | ------------- | ----------------- | ----------------- | ----------------- | --------------------- | -------------------- | ----------------- |
| 1991 | Hulk Hogan      | Lex Luger        | Ric Flair         | Randy Savage  | Sting             | Scott Steiner     | Ricky Steamboat   | Steve Williams        | Arn Anderson         | Rick Steiner      |
| 1992 | Sting           | Randy Savage     | Ric Flair         | Rick Rude     | Bret Hart         | Ricky Steamboat   | Jerry Lawler      | Scott Steiner         | The Ultimate Warrior | Steve Austin      |
| 1993 | Bret Hart       | Big Van Vader    | Shawn Michaels    | Sting         | Yokozuna          | Ric Flair         | Lex Luger         | „Ravishing“ Rick Rude | Mr. Perfect          | Scott Steiner     |
| 1994 | Bret Hart       | Hulk Hogan       | Ric Flair         | Big Van Vader | Shawn Michaels    | Steve Austin      | Razor Ramon       | Sting                 | Ricky Steamboat      | Owen Hart         |
| 1995 | Diesel          | Shawn Michaels   | Sting             | Bret Hart     | Sabu              | Hulk Hogan        | Big Van Vader     | Randy Savage          | Razor Ramon          | Mitsuharu Misawa  |
| 1996 | Shawn Michaels  | The Giant        | Sting             | Kenta Kobashi | Ahmed Johnson     | Kevin Nash        | Rey Mysterio      | Hulk Hogan            | Sabu                 | Ric Flair         |
| 1997 | Dean Malenko    | Mitshuaru Misawa | Steve Austin      | DDP           | Lex Luger         | The Undertaker    | Shinya Hashimoto  | The Giant             | Jushin Liger         | Chris Benoit      |
| 1998 | Steve Austin    | Goldberg         | Mitsuharu Misawa  | DDP           | The Undertaker    | Kenta Kobashi     | Booker T          | Ken Shamrock          | Jushin Liger         | Chris Jericho     |
| 1999 | Steve Austin    | Rob Van Dam      | Mitsuharu Misawa  | Rey Mysterio  | The Rock          | DDP               | Keiji Mutoh       | The Undertaker        | Goldberg             | Taz               |
| 2000 | Triple H        | The Rock         | Chris Benoit      | Kenta Kobashi | Jeff Jarrett      | Justin Credible   | Mike Awesome      | Jushin Liger          | Chris Jericho        | Kensuke Sasaki    |
| 2001 | Kurt Angle      | Steve Austin     | Chris Benoit      | Keiji Muto    | Booker T          | Triple H          | Scott Steiner     | Mitsuharu Misawa      | Chris Jericho        | Rhyno             |
| 2002 | Kurt Angle      | Undertaker       | Keiji Muto        | Chris Jericho | Eddie Guerrero    | Kurt Angle        | Edge              | Yuji Nagata           | The Rock             | Triple H          |
| 2003 | Kurt Angle      | Brock Lesnar     | Triple H          | Keiji Muto    | Chris Jericho     | Big Show          | Booker T          | Kenta Kobashi         | Eddie Guerrero       | Rob Van Dam       |
| 2004 | Chris Benoit    | Eddie Guerrero   | Triple H          | Kenta Kobashi | Randy Orton       | Toshiaki Kawada   | John Cena         | AJ Styles             | Shawn Michaels       | Chris Jericho     |
| 2005 | Batista         | John Cena        | Satoshi Kojima    | Triple H      | JBL               | Kurt Angle        | A.J. Styles       | Edge                  | Shelton Benjamin     | Hiroyoshi Tenzan  |
| 2006 | John Cena       | Kurt Angle       | Edge              | Samoa Joe     | Místico           | Rey Mysterio      | Brock Lesnar      | Kenta Kobashi         | Shawn Michaels       | Jeff Jarrett      |
| 2007 | John Cena       | Edge             | Místico           | Kurt Angle    | Undertaker        | Shawn Michaels    | Christian Cage    | Perro Aguayo Jr.      | Bobby Lashley        | Takeshi Morishima |
| 2008 | Randy Orton     | Kurt Angle       | Triple H          | Samoa Joe     | Edge              | Undertaker        | Shawn Michaels    | Nigel McGuinness      | John Cena            | Shinsuke Nakamura |
| 2009 | Triple H        | Chris Jericho    | John Cena         | Edge          | Randy Orton       | Nigel McGuiness   | Hiroshi Tanahashi | CM Punk               | Sting                | Último Guerrero   |
| 2010 | AJ Styles       | John Cena        | CM Punk           | Randy Orton   | Chris Jericho     | Batista           | Shinsuke Nakamura | The Undertaker        | Kurt Angle           | Sheamus           |
| 2011 | The Miz         | Randy Orton      | John Cena         | Kane          | Takashi Sugiura   | Alberto Del Rio   | Mr. Anderson      | Rey Mysterio          | Eddie Edwards        | CM Punk           |
| 2012 | CM Punk         | Bobby Roode      | John Cena         | Daniel Bryan  | Sheamus           | Jun Akiyama       | Davey Richards    | Kurt Angle            | Mark Henry           | Alberto Del Rio   |
| 2013 | John Cena       | CM Punk          | Hiroshi Tanahashi | Bully Ray     | Kazuchika Okada   | Sheamus           | Jeff Hardy        | Alberto Del Rio       | Dolph Ziggler        | Kevin Steen       |
| 2014 | Daniel Bryan    | Randy Orton      | John Cena         | AJ Styles     | Kazuchika Okada   | Bray Wyatt        | Roman Reigns      | Magnus                | Adam Cole            | Bully Ray         |
| 2015 | Seth Rollins    | John Cena        | AJ Styles         | Roman Reigns  | Shinsuke Nakamura | Randy Orton       | Jay Briscoe       | Rusev                 | Alberto El Patrón    | Kevin Owens       |
| 2016 | Roman Reigns    | Kazuchika Okada  | Finn Bálor        | AJ Styles     | Jay Lethal        | Kevin Owens       | Shinsuke Nakamura | Seth Rollins          | Dean Ambrose         | John Cena         |
| 2017 | Kazuchika Okada | AJ Styles        | Kevin Owens       | Roman Reigns  | Kenny Omega       | Shinsuke Nakamura | Samoa Joe         | Dean Ambrose          | Bobby Roode          | The Miz           |
| 2018 | Kenny Omega     | AJ Styles        | Kazuchika Okada   | Brock Lesnar  | Seth Rollins      | Braun Strowman    | Roman Reigns      | Cody                  | Tetsuya Naito        | The Miz           |
| 2019 | Seth Rollins    | Daniel Bryan     | AJ Styles         | Kofi Kingston | Kazuchika Okada   | Johnny Gargano    | Roman Reigns      | Kenny Omega           | Hiroshi Tanahashi    | Will Ospreay      |
| 2020 | Jon Moxley      | Adam Cole        | Chris Jericho     | Drew McIntyre | Tetsuya Naito     | Kazuchika Okada   | Cody              | Seth Rollins          | Kofi Kingston        | AJ Styles         |
| 2021 | Kenny Omega     | Roman Reigns     | Bobby Lashley     | Drew McIntyre | Kota Ibushi       | Jon Moxley        | Will Ospreay      | Finn Balor            | Shingo Takagi        | Rich Swann        |

### PWI Women's 250
| Jahr | 1                   | 2                 | 3                   | 4                   | 5               | 6                   | 7               | 8               | 9                 | 10                |
| ---- | ------------------- | ----------------- | ------------------- | ------------------- | --------------- | ------------------- | --------------- | --------------- | ----------------- | ----------------- |
| 2008 | Awesome Kong        | Beth Phoenix      | Gail Kim            | Mickie James        | MsChif          | Sara Del Rey        | Roxxi Laveaux   | Melina          | Michelle McCool   | Candice Michelle  |
| 2009 | Mickie James        | Angelina Love     | Melina              | MsChif              | Tara            | Awesome Kong        | Beth Phoenix    | Michelle McCool | Maryse            | Taylor Wilde      |
| 2010 | Michelle McCool     | Angelina Love     | Mercedes Martinez   | Cheerleader Melissa | Eve Torres      | Madison Rayne       | Beth Phoenix    | Mickie James    | MsChif            | Maryse            |
| 2011 | Madison Eagles      | Mercedes Martinez | Mickie James        | Natalya             | Madison Rayne   | Cheerleader Melissa | Beth Phoenix    | Tara            | MsChif            | Sara Del Rey      |
| 2012 | Gail Kim            | Beth Phoenix      | Cheerleader Melissa | Sara Del Rey        | Jessicka Havok  | Layla               | Miss Tessmacher | Saraya Knight   | Mercedes Martinez | Tara              |
| 2013 | Cheerleader Melissa | Mickie James      | Saraya Knight       | Jessicka Havok      | Kaitlyn         | Gail Kim            | Kacee Carlisle  | Tara            | AJ Lee            | Mercedes Martinez |
| 2014 | Paige               | AJ Lee            | Gail Kim            | Cheerleader Melissa | LuFisto         | Angelina Love       | Ivelisse Vélez  | Courtney Rush   | Natalya           | Charlotte         |
| 2015 | Nikki Bella         | Paige             | Sasha Banks         | Santana Garrett     | Gail Kim        | Charlotte           | Naomi           | Cherry Bomb     | Courtney Rush     | Taryn Terrell     |
| 2016 | Charlotte           | Sasha Banks       | Asuka               | Becky Lynch         | Bayley          | Jade                | Natalya         | Gail Kim        | Sexy Star         | Sienna            |
| 2017 | Asuka               | Charlotte         | Alexa Bliss         | Sasha Banks         | Bayley          | Io Shirai           | Natalya         | Sienna          | Naomi             | Kairi Sane        |
| 2018 | Ronda Rousey        | Alexa Bliss       | Charlotte           | Io Shirai           | Asuka           | Shayna Baszler      | Carmella        | Nia Jax         | Mayu Iwatani      | Kairi Sane        |
| 2019 | Becky Lynch         | Charlotte         | Ronda Rousey        | Shayna Baszler      | Tessa Blanchard | Bayley              | Natalya         | Io Shirai       | Mercedes Martinez | Nicole Savoy      |
| 2020 | Bayley              | Becky Lynch       | Asuka               | Charlotte           | Sasha Banks     | Hikaru Shida        | Tessa Blanchard | Riho            | Io Shirai         | Mayu Iwatani      |